# Публій Корнелій Лентул Сципіон (консул-суффект 24 року)
Публій Корнелій Лентул Сципіон (лат. Publius Cornelius Lentulus Scipio; 15 рік до н. е. — після 52 року н. е.) — політичний та військовий діяч Римської імперії, консул-суффект 24 року.

## Життєпис
Походив з патриціанського роду Корнеліїв Лентулів. Син Публія Корнелія Лентула Сципіона, консула-суффекта 2 року. З 5 року став членом колегій понтифіків та феціалів. У 15 році виконував обов'язки претора. З 20 до 23 року був легатом IX Іспанського легіону. У 20 році привів легіон з Паннонії до Африки для посилення африканської армії. У 21—22 роках Лентул брав участь у придушенні повстання Такфаріната, захищав місто Лепту, а потім відрізав Такфарінату шляхи відступу до племені гарамантів. У 23 році легіон повернувся назад до Паннонії.
У 24 році Сципіон обіймав посаду консула-суффекта разом з Гаєм Кальпурнієм Авіолою. У 32 році Публій Корнелій у сенаті вніс пропозицію про прокляття пам'яті Лівії Юлії, що отруїла свого чоловіка Друза, сина Тиберія, а також про передачу конфіскованого майна Сеяна з казначейства до імператорської скарбниці. У 41—42 році як проконсул керував провінцією Азія.
У 47 році в результаті підступів імператриці Мессаліни друга дружина Сципіона Поппея Сабіна була притягнута до суду за подружню зраду з Валерієм Азіатіком та наклала на себе руки. Під час обговорення цієї справи у сенаті Сципіон висловився ухильно, не бажаючи ні образити принцепса, ні визнати винність дружини. У 51 році у сенаті Лентул запропонував принести подяку від імені держави впливовому вільновідпущенику Клавдія — Палланту — за те, що він, нехтуючи своїм знатним походженням від царів Аркадії, задовольняється становищем помічника принцепса.

## Родина
1. Дружина (ім'я невідоме).
Діти:
- Публій Корнелій Сципіон, консул 56 року.

2. Поппея Сабіна
Діти: 
- Публій Корнелій Сципіон Азіатік, консул-суфект 68 року.